# Безкоровайний Євген Іванович
Євге́н Ів́анович Безкоров́айний (24 березня 1947, с. Ворвулинці Заліщицького району Тернопільської області — 19 травня 2015) — український поет, публіцист, редактор, громадський діяч. За фахом — журналіст. Член Національних спілок журналістів (1980) та письменників України (2006).

## Нагороди
- Грамота Верховної Ради України (2006)
- Ювілейна медаль «10 років незалежності України»" (2001)
- медаль НСПУ «Почесна відзнака» (2009)
- «Золота медаль української журналістики» НСЖУ (2009)
- почесний знак НСЖУ (2006)
- диплом загальнонаціонального конкурсу «Українська мова — мова єднання» (2008)
- лауреат Всеукраїнської літературної премії імені Братів Богдана і Левка Лепких (2010)
- лауреат конкурсу «Людина року-2012»
- відзнака Тернопільської міської ради (2014).

## Освіта
Середню освіту здобув у Заліщиках, вищу — у Львівському національному університеті імені І. Франка (1972).

## Діяльність
Працював у Заставнівській, Заліщицькій, Тернопільській районних газетах, був на громадській роботі. Кореспондент Держтелерадіо України в Тернопільській області; відповідальний секретар обласної організації Товариства книголюбів; головний редактор г. «Ровесник» (1976—1980) і «Селянська доля» (1990—1996); заступник завідувача відділу, завідувач прес-служби апарату Тернопільської ОДА.
Від 2002 р. — начальник управління у справах преси та інформації Тернопільської ОДА.
У 2008—2015 рр. — голова обласної організації НСПУ, член ради НСПУ.
Член редакційної колегії 3-томного енциклопедичного видання «Тернопільщина. Історія міст і сіл».

## Доробок
Вірші опубліковані у журналах «Жовтень», «Ранок», «Україна», «Тернопіль», «Літературний Тернопіль» та інших періодичних виданнях.

### Збірки поезій
- «Яворина» (1997),
- «Профіль любові» (2003),
- «Душа, як сонях» (2006),
- «Осіння сльоза» (2008),
- «І так живу» (2012).

## Світлини

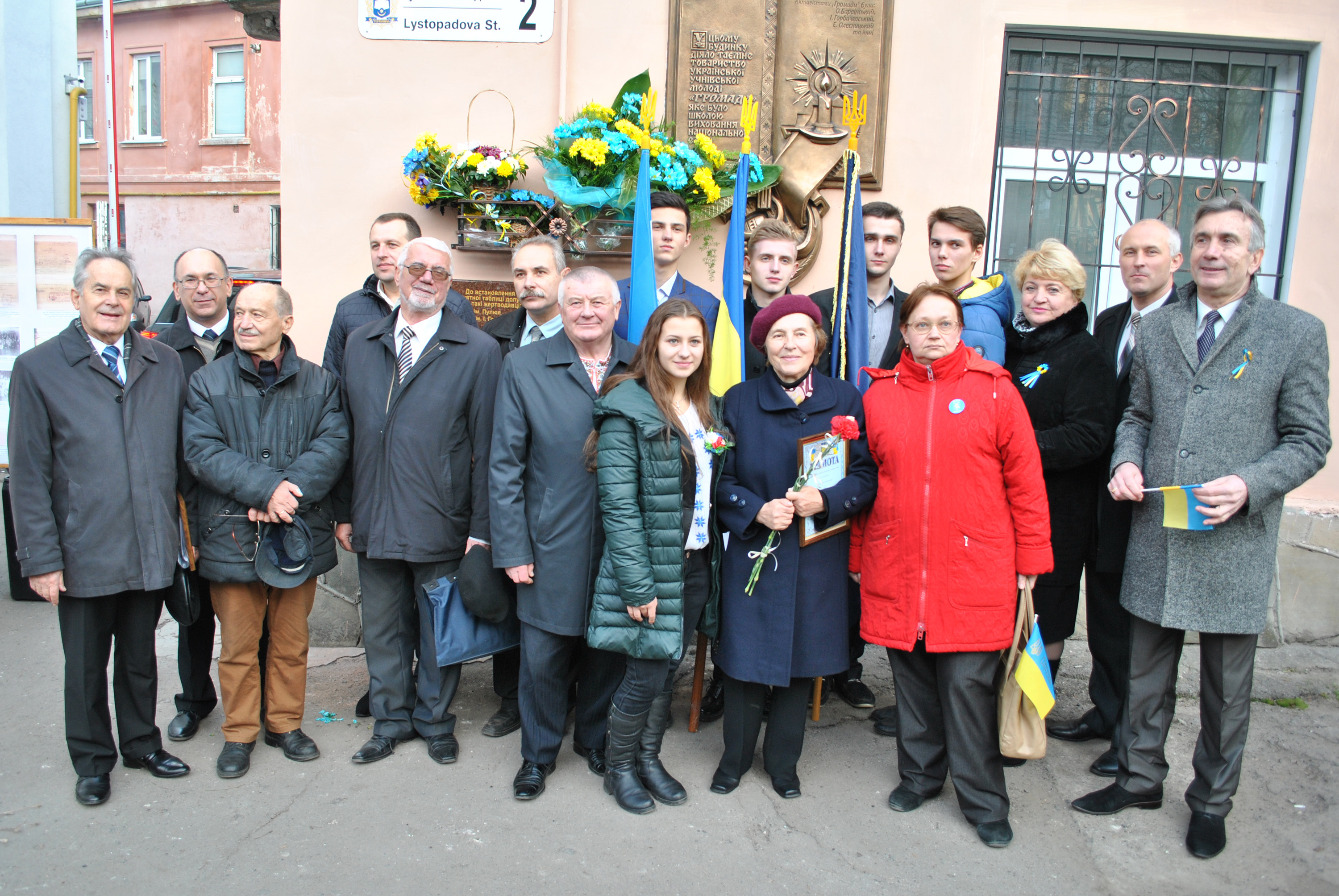
На відкритті пам'ятної дошки товариству «Громада» (четвертий зліва в першому ряду)
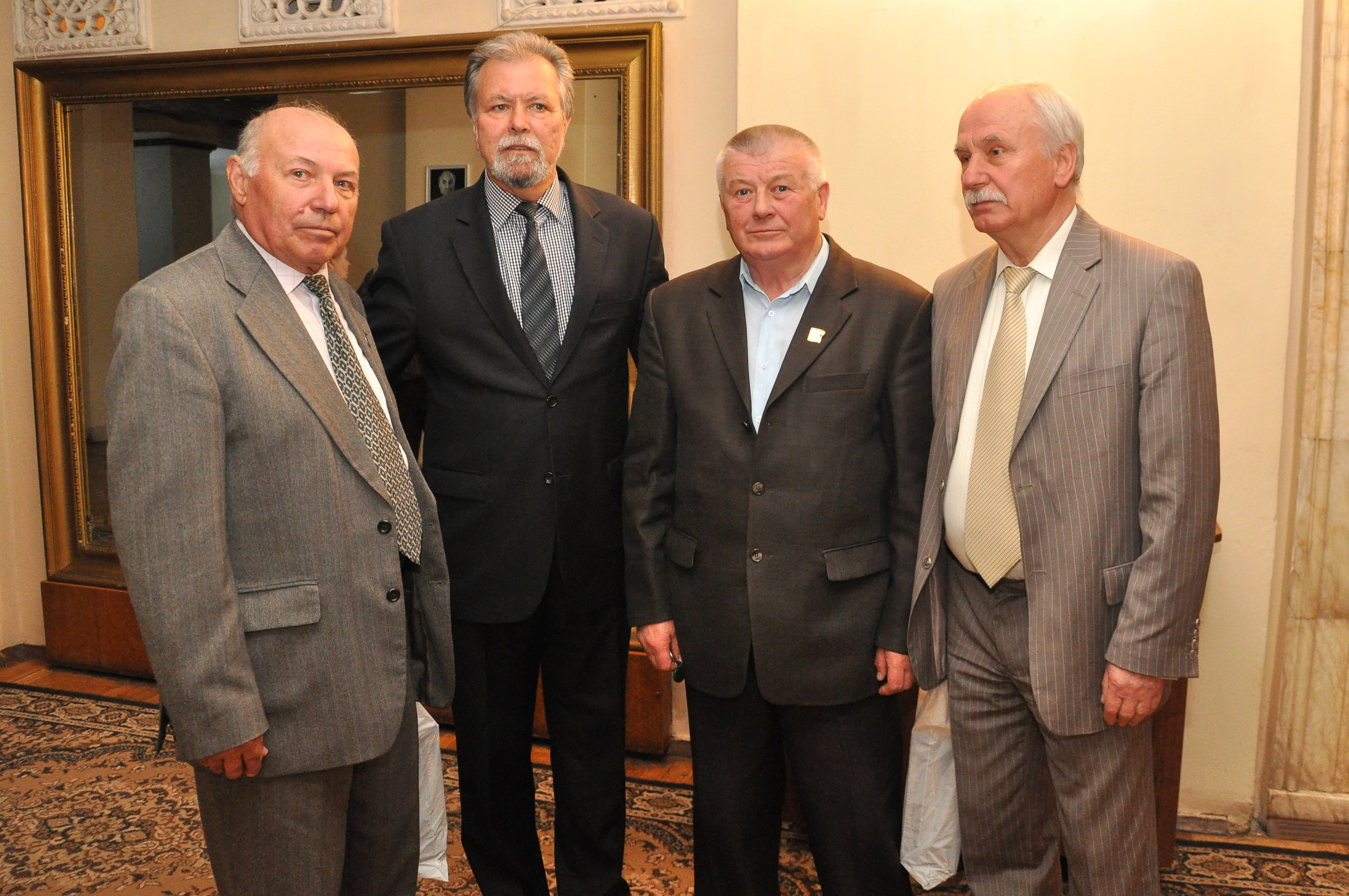
Михайло Ониськів, Григорій Шергей, Євген Безкоровайний та Ігор Дуда після презентації книги «Тернопільщина. Історія міст і сіл» (15.05.2015)